# Liriomyza aterrima
Liriomyza aterrima este o specie de muște din genul Liriomyza, familia Agromyzidae, descrisă de Pakalniskis în anul 1998. Conform Catalogue of Life specia Liriomyza aterrima nu are subspecii cunoscute.